# 秦裕
秦裕（1964年6月—），中国上海人。曾任上海市宝山区区长。2009年底热播电视剧《蜗居》中宋思明影射秦裕。

## 生平
秦裕1981年进入华东师范大学哲学系学习，1985年开始攻读伦理学硕士，后留校任教，并在职获得了伦理学博士学位。其师是中国伦理学权威周原冰。
1992年起调入上海市委，开始担任陈良宇的秘书，2002年陈良宇升任上海市长之后，秦裕也随之升任上海市人民政府办公厅副主任兼市长秘书。2003年陈良宇升任中国共产党上海市委书记，秦裕也转任上海市委办公厅副主任兼市委书记秘书。秦裕长期跟随陈良宇工作，被视作其亲信之一。
2006年7月23日，秦裕调任上海市宝山区区长。
8月24日，因涉嫌祝均一挪用社保基金一案而被中纪委公开宣布进行调查。8月29日，中共上海市委宣布免去秦裕宝山区党委内的所有职务，接着区长职位亦被免去。2007年1月23日，中华全国青年联合会宣布撤销其青联常委职务。2007年3月2日，秦裕被开除党籍和公职。
2007年9月25日，吉林省长春市中级人民法院认定秦裕受贿682万元，主要由其位于上海市区的三套商品房折现而来，判处秦裕无期徒刑，剥夺政治权利终身，没收个人全部财产。
2010年4月2日，吉林省最高人民法院裁定将秦裕刑期减为有期徒刑18年，剥夺政治权利6年。2012年5月9日，秦裕被再次减刑一年十个月。2015年4月10日，秦裕被减刑十一个月，刑期至2025年7月1日止。